# Balclutha clockstripa
Balclutha clockstripa är en insektsart som beskrevs av Dai, Chen och Li. Balclutha clockstripa ingår i släktet Balclutha och familjen dvärgstritar. Inga underarter finns listade i Catalogue of Life.